# پالیاک (قمر)
پالیاک (به انگلیسی: Paaliaq)، یا زحل XXIX از قمرهای موافق‌گرد و طبیعی سیاره زحل است. این قمر اوایل ماه اکتبر در سال ۲۰۰۰ توسط برت جیمز گلدمن و همکاران کشف شد. و با نام موقت اس/۲۰۰۰ اس ۲ نامیده شد و در اوت سال ۲۰۰۳ به افتخار یک کاهن خیالی از کتاب «نفرین کاهن» نوشته مایکل کوسکاک، کسی که نام غول‌ها را از اساطیر اینویی برای نامیدن قمرهای زحل برای کاولارس فراهم کرد، نامگذاری شد.
پالیاک حدود۲۲ کیلومتر قطر دارد؛ و با مدار متوسط ۱۵٫۲ میلیون کیلومتر در ۶۸۷ روز به دور زحل می‌چرخد؛ و عضوی از قمرهای نامنظم گروه اینوئیت است. این قمر در مجاورت نه قمر دیگر است طوری که فاصله آن‌ها از همدیگر ۱۰ مایل است.

## پیوندبه بیرون
- David Jewitt pages
- Scott Sheppard pages